# Преселение в Русия или руската убийствена политика за българите
„Преселение в Русия или руската убийствена политика за българите“ е политически памфлет на Георги Раковски, издаден през 1861 г.
Памфлетът е написан през 1860 година в контекста на последното значително преселване на българи в Украйна. Руските дипломатически представителства в България започват нова активна кампания в различни части на страната, обещавайки на преселниците добри условия на живот в села, изоставени от татарите. Руската пропаганда намира отзвук главно във Видинско, Белоградчишко и Ломско, където забавената поземлена реформа е източник на трайно напрежение, достигащо до открити бунтове.
По това време Раковски живее в Белград и получава материална подкрепа от правителството на Сърбия, но решава да издаде брошурата анонимно в Букурещ, използвайки псевдонима Един българин. Той изпраща там своя сътрудник Теодосий Икономов, който я отпечатва в тираж три хиляди броя. Научавайки за остро критичното към Русия съдържание на брошурата, руският генерален консул Хенрих Офенберг подтиква местната проруска българска организация Добродетелна дружина да изкупи и унищожи целия тираж. Въпреки това Икономов успява да отпечата още 3 хиляди копия, които при голяма секретност са прехвърлени в България.
В текста на брошурата Раковски остро критикува лъжливите обещания на руските агенти, опитващи се да привлекат български заселници. Той прави исторически обзор на българо-руските отношения от времето на Светослав Игоревич и заключава, че заробването на българите и завладяването на България е трайна руска цел, която сега се осъществява в съгласие и със съдействието на османските власти.
Памфлетът предизвиква широк отзвук сред българската общественост и през следващите години редица публицисти, като Васил Попович, Любен Каравелов и Христо Ботев, пишат по тази тема и критикуват, макар и по-умерено, руската политика.